# Тайм-чартер
Тайм-ча́ртер (англ. Time charter) — в торговом мореплавании договор фрахтования судна c экипажем на время.

## Основные права и обязанности сторон
По договору тайм-чартера судовладелец обязуется за обусловленную плату (арендная плата) предоставить фрахтователю судно и услуги членов экипажа судна в пользование на определённый срок для перевозок грузов, пассажиров или для иных целей торгового мореплавания.
Таким образом, судовладелец принимает на себя все расходы по содержанию экипажа и оплачивает прочие постоянные издержки по совместному предприятию: страховую премию по страхованию каско, проценты по закладной, амортизационные издержки и т. п.
Фрахтователь, приобретая право распоряжаться судном по своему усмотрению на условиях, определенных в чартере, принимает на себя переменные издержки по совместному предприятию: стоимость топлива, смазки, воды, навигационные расходы и т. д. 
Условия тайм-чартера относят на фрахтователя больший по сравнению с рейсовым чартером объём ответственности и соответствующих издержек. Вместе с тем они дают ему и больше прав — право распоряжаться судном на определённых условиях, сдавать его в субаренду, отфрахтовать судно на условиях рейсового чартера и т. д.
Фрахтователь по тайм-чартеру получает право самостоятельно определять порядок коммерческой эксплуатации судна, тем не менее вопросы технической эксплуатации судна остаются под контролем судовладельца.